# بوتش كيلينغ
بوتش كيلينغ هو لاعب هوكي الجليد كندي، ولد في 10 أغسطس 1905 في أوين ساوند في كندا، وتوفي في 12 نوفمبر 1984 في تورونتو في كندا.

## وصلات خارجية
- بوتش كيلينغ على موقع دوري الهوكي الوطني (الإنجليزية)
- بوتش كيلينغ على موقع قاعة مشاهير الهوكي (لاعب أن.إتش.أل) (الإنجليزية)
- بوتش كيلينغ على موقع EliteProspects.com (الإنجليزية)
- بوتش كيلينغ على موقع HockeyDB.com (الإنجليزية)
- بوتش كيلينغ على موقع Hockey-Reference.com (الإنجليزية)